# Грошилин, Сергей Михайлович
Сергей Михайлович Грошилин (25 ноября 1950 года, посёлок Сокол, Долинский район, Сахалинская область) ― доктор медицинских наук, профессор. Полковник медицинской службы в отставке, ветеран боевых действий, ветеран военной службы. Заслуженный работник высшей школы Российской Федерации.

## Биография
Сергей Михайлович родился 25 ноября 1950 года в посёлке Сокол, Долинского района, Сахалинской области. В 1971 году после окончания четвертого курса Ростовского государственного медицинского института поступил на военно-медицинский факультет при Горьковском медицинском институте на отделение подготовки врачей для военно-морского флота, который окончил в 1973 году.
Сергей Михайлович Грошилин с 1973 по 1980 год проходил службу в должности начальника медицинской службы большой подводной лодки Краснознамённого Северного Флота. С. М. Грошилин совершил три дальних похода продолжительностью от девяти до одиннадцати месяцев каждый, в море сделал семь полостных операций.
С 1980 года начало педагогической деятельности. Сергей Михайлович прошёл службу от преподавателя военно-морской кафедры Ростовского государственного медицинского института до начальника кафедры военной и экстремальной медицины (1995). 2002―2009 ― начальник факультета военного обучения Ростовского государственного медицинского университета.
В 1 Центральном научно-исследовательском институте Министерства Обороны Российской Федерации защитил кандидатскую и докторскую диссертации по специальности «Авиационная, космическая и морская медицина».
С 2002 года на базе кафедры военной и экстремальной медицины Ростовского государственного медицинского университета был открыт факультет военного обучения, в его состав вошла созданная кафедра медицины катастроф факультета военного обучения, которую возглавил по совместительству С. М. Грошилин.
В должности начальника медицинской службы Объединённой Группировки войск (сил) в Северо-Кавказском регионе Российской Федерации Сергей Михайлович был участником боевых действий по восстановлению конституционного порядка в Чеченской Республике.
Под руководством Сергея Михайловича подготовлены и защищены две кандидатские диссертации по спецтемам. Грошилин С. М. ― автор более 160 научных работ, в том числе трех монографий, имеет один патент на изобретения.
Семья: жена — Татьяна Игоревна — инженер, сын — Виталий, дочь — Галина врачи, кандидаты медицинских наук.

## Заслуги
- Орден Почёта,
- 14 медалей,
- Заслуженный работник высшей школы Российской Федерации,
- Почётные знаки и награды Министерства Обороны, Министерства внутренних дел, мэра города Ростова-на-Дону.